# باغ سفلي (شاهين دج)
باغ سفلي هي قرية في مقاطعة شاهين دج، إيران. عدد سكان هذه القرية هو 250 في سنة 2006.